# リュドミーラ・チェルヌイフ
リュドミーラ・イヴァーノヴナ・チェルヌイフ（チェルヌィフ；ロシア語:Людми́ла Ива́новна Черны́х；ラテン文字転写:Lyudmila Ivanovna Chernykh、1935年6月13日 - 2017年7月28日）は、ロシアの女性天文学者である。256個の小惑星の発見者である。

## 概要
ロシア共和国イヴァノヴォ州のシューヤで生まれた。1959年にイルクーツク国立教育大学を卒業した。1959年から1963年の間、全連邦物理電波計測学科学研究所で働いた。1964年から1998年の間ソビエト科学アカデミーの理論天文学部門に属し、ナウーチュヌイ居住区にあるクリミア天体物理天文台の観測施設で働いた。1998年からクリミア天体物理天文台の職員となった。
アポロ群の小惑星(2212) ヘファイストスを含む256個の小惑星を発見した。
ニコライ・チェルヌイフの妻であり、共同研究者である。小惑星(2325) チェルヌイフは夫妻の功績から命名された。